# 모리오카 류조
모리오카 류조(일본어: 森岡 隆三, 1975년 10월 7일, 일본 아오바 구 (요코하마 시) ~ )는 일본의 은퇴한 축구 선수이자, 포지션은 센터백이었다. 모리오카는 2002년 FIFA 월드컵에서 일본 대표팀의 주장으로 출전했었다.

## 구단 경력
1994년 J1리그의 가시마 앤틀러스에 입단했다. 1995년 8월 시미즈 에스펄스로 이적했다. 2006년까지 277경기에 출전하여, 9득점을 넣었다. 1996년에 J리그컵, 2001년에 천황배 우승을 차지했다. 2007년 J2리그의 교토 상가 FC로 이적했다. 2007년 J2리그 3위를 기록하여 J1리그로 승격했다. 2008년후 현역 은퇴.

## 국가대표팀 경력
그는 1995년 FIFA 세계 청소년 축구 선수권 대회에 참가할 일본 U-20 국가대표팀에 발탁되었다.
그는 1999년 3월 31일 브라질과의 경기에서 일본 국가대표팀에 데뷔했다. 2000년 하계 올림픽, 2000년 AFC 아시안컵, 2001년 FIFA 컨페더레이션스컵, 2002년 FIFA 월드컵에서 일본 대표팀의 주장으로 출전, 2000년 아시안컵 우승, 2001년 컨페더레이션스컵에 준우승에 기여했다. 그는 2003년까지 국제 A매치 통산 38경기에 출전했다.

## 통계
| 일본 | 일본 | 일본 |
| 연도 | 출전 | 득점 |
| ---- | ---- | ---- |
| 1999 | 7    | 0    |
| 2000 | 14   | 0    |
| 2001 | 11   | 0    |
| 2002 | 2    | 0    |
| 2003 | 4    | 0    |
| 통산 | 38   | 0    |